# Matti Sanaksenaho
Matti Sanaksenaho (Helsinki, 24 de febrero de 1966) es un arquitecto finlandés.
En 1993 se licenció en arquitectura en la Universidad Politécnica de Helsinki. En 1991 fundó el estudio Sanaksenaho Architects en Helsinki, al que en 1997 se unió Pirjo Sanaksenaho. Desde enero de 2011 es profesor de arquitectura contemporánea en la Universidad de Oulu.

## Obras
- Pabellón de Finlandia Helvetinkolu (con Juha Jääskeläinen, Juha Kaako, Petri Rouhiainen et Jari Tirkkonen) para la Exposición Universal de Sevilla de 1992, siendo aún un estudiante universitario.
- Residencia de estudiantes (con Pirjo Sanaksenaho) en Vaasa (1997).
- Casa Tammimäki (2001).
- Capilla ecuménica de Turku (St. Henry's Ecumenical Art Chapel), Turku (2005).
- Ampliación del edificio de la Fundación para la Salud de los Estudiantes, Helsinki (2010).
- Villa, Nankín, China (2013).[3]

## Premios
- 1992: Premio nacional de arquitectura de Finlandia.
- 2000: Premio Reima Pietilä.
- 2007: Grand Prix International Barbara Cappochin.[4]

## Galería

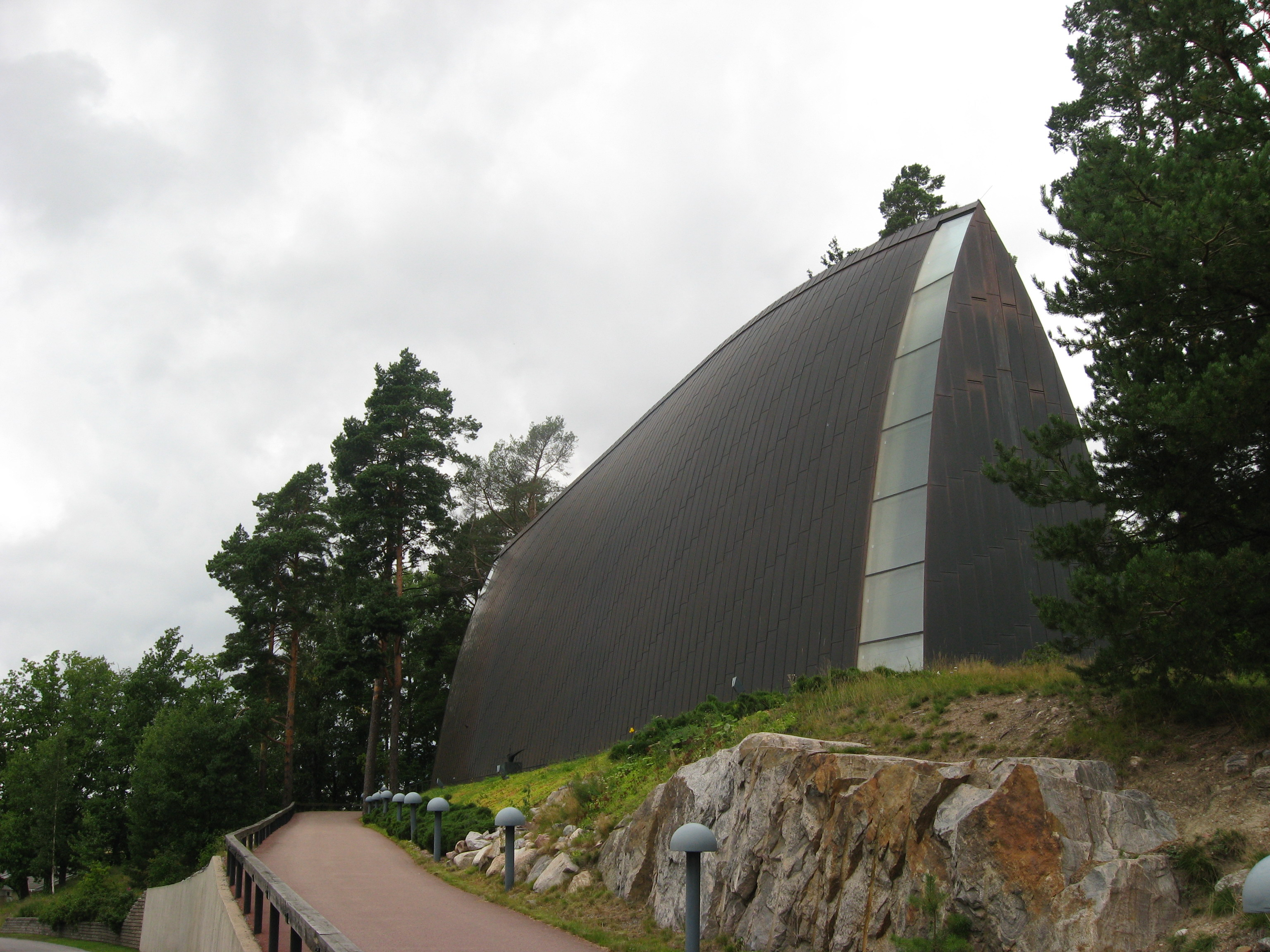
St. henry's Ecumenical Art Chapel (exterior)
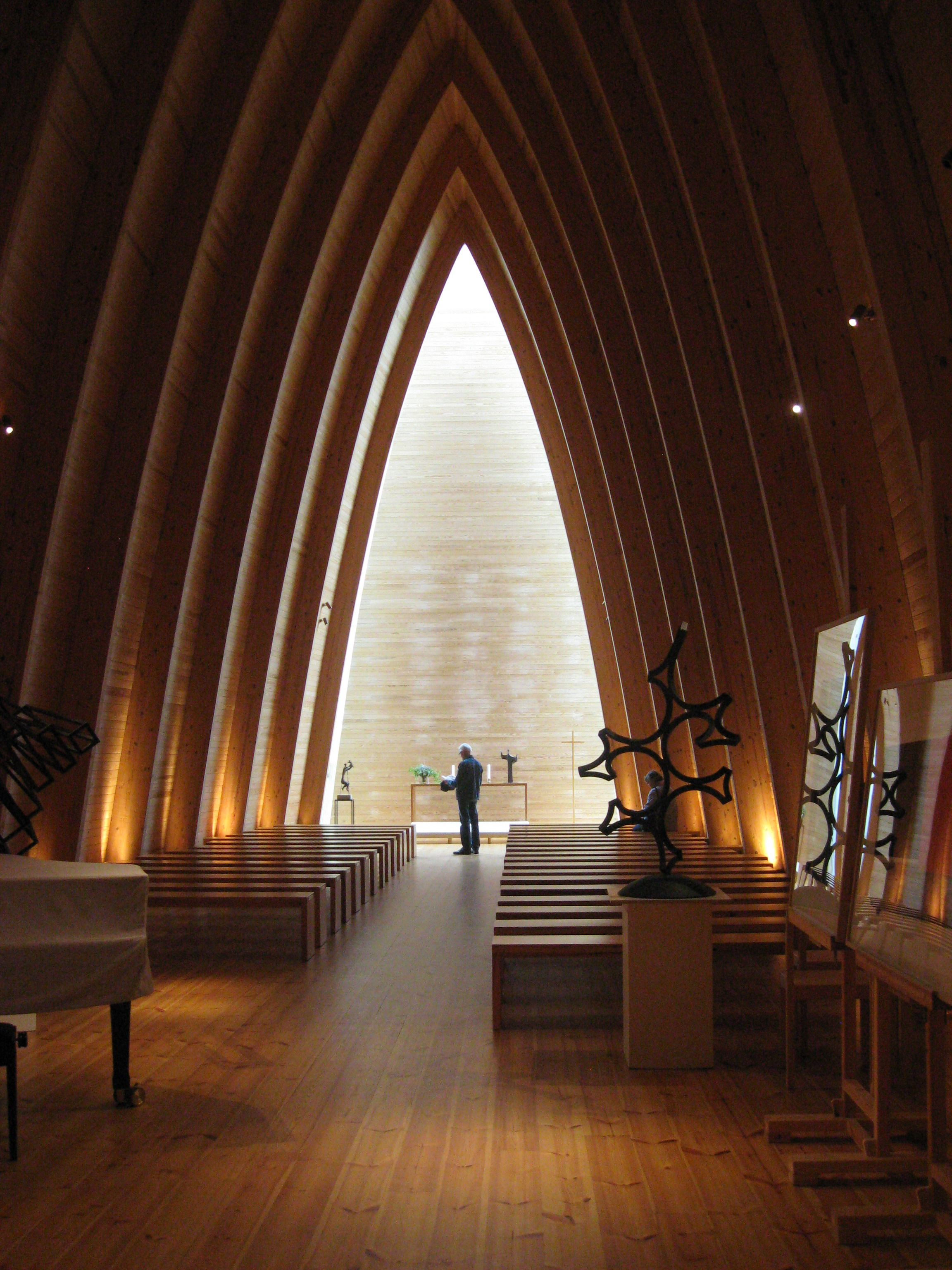
St. henry's Ecumenical Art Chapel (interior)